# الیکایی چمنی خاکستری
الیکایی چمنی خاکستری (نام علمی: Amytornis barbatus) نام یک گونه از سرده الیکایی چمنی است.